# 허드슨 해협

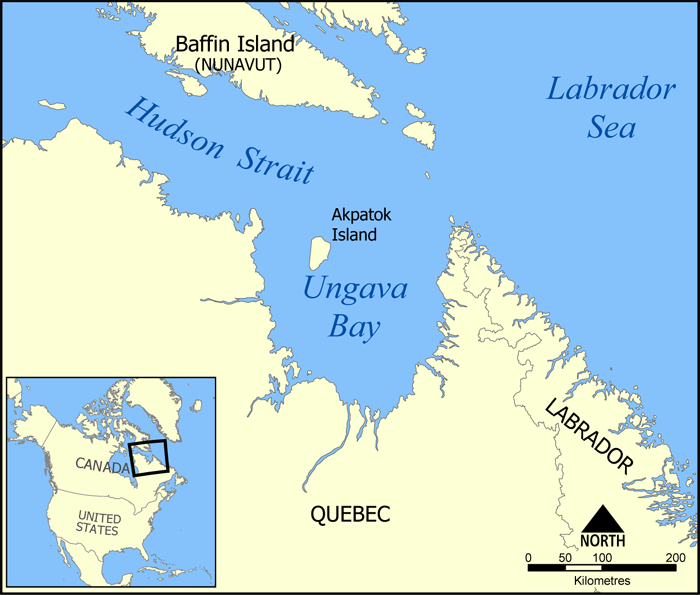
허드슨 해협

허드슨 해협(Hudson Strait)은 허드슨만과 대서양을 연결하는 해협이다. 배핀섬과 퀘벡주의 북부 해안 사이에 놓여 있다.
허드슨 만과 함께 영국의 탐험가 헨리 허드슨의 이름을 따서 붙여졌다.